# Thunderbolts de Cleveland
Stade
Les Thunderbolts de Cleveland étaient une équipe professionnelle de football américain en salle basée à Richfield, Ohio. Ils ont été fondés en 1991 et étaient membres de l'Arena Football League (AFL), en tant que Columbus Thunderbolts. Ils étaient basés à Columbus, dans l'Ohio. En 1992, la franchise a été transférée dans la banlieue de Cleveland, à Richfield. L'équipe a joué pendant quatre saisons au total, faisant les playoffs une fois. Ils ont disputé leurs matchs à domicile au Richfield Coliseum. L'équipe appartenait à l'origine à John J. Kuczek.

## Histoire

### Thunderbolts de Columbus
Fondée en tant que Thunderbolts de Columbus et jouant ses matchs à domicile au Ohio Expo Center Coliseum, l’équipe s’est installée à Cleveland après une saison simple sans victoire dans l'Arena Football League en 1991. Peut-être le fait saillant de son année à Columbus a-t-il été joué par le quarterback Major Harris, qui a récolté 429 yards au sol pendant la saison, un exploit compte tenu de la prédominance de la défaite dans le jeu de Columbus. Son record a été battu cependant en 2005 quand Michael Bishop a couru 459 yards.

### Thunderbolts de Cleveland
Les Thunderbolts ont ensuite opéré dans la région de Cleveland pendant trois saisons, disputant leurs matchs à domicile dans la banlieue, au Richfield Coliseum, à une distance considérable du centre-ville de Cleveland, partageant la salle avec les Cavaliers de Cleveland de la National Basketball Association et le Crunch de Cleveland du National Professional Soccer League. L’équipe a fait un peu mieux qu’à Columbus et s’est qualifiée pour les playoffs de 1992, mais a été dissoute après la saison 1994.
Au début de la courte existence des T-Bolts à Cleveland, John Kuczek a été impliqué dans une affaire de fraude sur titres fédéraux en Floride. Avant la deuxième saison de l’équipe en 1993, Kuczek s’était défait de la propriété du club et l’avait placé dans une fiducie pour ses petits-enfants. Son fils Jeff a continué à occuper le poste de responsable du front office de l'organisation. Kuczek a finalement été reconnu coupable du chef d'accusation. La veille du jour où il devait commencer à purger sa peine en février 1995, il s'est suicidé dans une chambre d'hôtel à Salem, dans l'Ohio.

#### Saison 1992
Sous la direction du head coach Dave Whinham, l'équipe termine la saison avec un bilan de 4-6. Avec la deuxième place de la division Nord, les Thunderbolts se qualifient pour les playoffs. Ils seront défaits 12-50 par les Predators d'Orlando le 7 août 1992 devant 11 153 spectateurs.

#### Saison 1993
Dave Whinham dirige toujours l'équipe et remet un bilan final de 2-10. La quatrième place de la conférence américaine ne leur donne pas accès aux séries éliminatoires.

#### Saison 1994
Earle Bruce a remplacé Dave Whinham à la tête de l'équipe mais il termine la saison avec le même bilan que l'année précédente, 2-10. Ils sont cinquième de la conférence américaine et ratent le ticket pour les playoffs.

## Saison par saison
| ,         | ,      | ,     | ,     | ,                 | ,                  |
|           | Saison | Bilan | %     | Playoffs          | assistance moyenne |
| --------- | ------ | ----- | ----- | ----------------- | ------------------ |
| Columbus  | 1991   | 0-10  | 0.000 | pas de playoffs   | 3 948              |
| Cleveland | 1992   | 4-6   | 0.400 | défaite @ Orlando | 10 104             |
| Cleveland | 1993   | 2-10  | 0.167 | pas de playoffs   | 6 941              |
| Cleveland | 1994   | 2-10  | 0.167 | pas de playoffs   | 5 693              |

## Les joueurs
| Thunderbolts de Cleveland 1994 | Thunderbolts de Cleveland 1994 | Thunderbolts de Cleveland 1994 |
| Joueur                         | Position                       | Université                     |
| ------------------------------ | ------------------------------ | ------------------------------ |
| Richard Belanger               | FB/LB                          | Sacramento State               |
| Mike Brown                     | K                              | Boston University              |
| Kenton Carr                    | QB                             | Eureka (IL)                    |
| Toney Catchings                | LB                             | Cincinnati                     |
| Bobby Cox                      | OL/DL                          | Colorado State                 |
| Roger Cunningham               | OL/DL                          | Glenville State (WV)           |
| Pat Danko                      | OL/DL                          | Youngstown State               |
| Zach Dumas                     | WR/LB                          | Ohio State                     |
| Jeff Ellis                     | WR/LB                          | Ohio State                     |
| Jon Garber                     | OL/DL                          | Western Washington             |
| Darryl Gard                    | WR/DB                          | Bluffton College (OH)          |
| Marcus Goodwin                 | WR/DB                          | Toledo                         |
| Fred Guions                    | WR/DB                          | Maine                          |
| Chris Harkness                 | WR/LB                          | Ashland (OH)                   |
| Major Harris                   | QB                             | West Virginia                  |
| Anthony Howard                 | WR/LB                          | Garden City JC (KS)            |
| John Hurley                    | OL/DL                          | Nevada-Las Vegas               |
| John Kaleo                     | QB                             | Maryland                       |
| David Keys                     | WR/DB                          | Central Michigan               |
| Tony Lowery                    | QB                             | Wisconsin                      |
| Cedric McKinnon                | FB/LB                          | Bethune-Cookman                |
| Jason Michelson                | OL/DL                          | Miami (OH)                     |
| Roy Miller                     | K                              | Fort Hays State (KS)           |
| Henry Milton                   | WR/DB                          | Sonoma State (CA)              |
| Brian Mitchell                 | K                              | Northern Iowa                  |
| Donnie Mollick                 | FB/LB                          | Otterbein College (OH)         |
| Rickey Newman                  | OL/DL                          | Illinois State                 |
| Randall Olds                   | OL/DL                          | Glenville State (WV)           |
| Mike Pattison                  | QB                             | Washington State               |
| Jerry Pitts                    | WR/DB                          | Glenville State (WV)           |
| Ernest Priester                | WR/DB                          | Edinboro State (PA)            |
| Mike Scott                     | DS                             | Murray State                   |
| Tracey Shoemo                  | WR/LB                          | Ashland (OH)                   |
| Norman Steele                  | OL/DL                          | New Mexico State               |
| Chip Todd                      | FB/LB                          | Syracuse                       |
| Kent Wells                     | DT                             | Nebraska                       |
| Tony Wells                     | WR/LB                          | Kent                           |
| Dale Williams                  | OL/DL                          | West Virginia                  |
| Dave Witthum                   | OL/DL                          | Portland State                 |
| Ricky Wood                     | FB/LB                          | Norfolk State                  |
| Lance Yandell                  | WR/LB                          | Baldwin-Wallace (OH)           |

## Les entraîneurs
| Nom          | Terme     | Saison régulière | Saison régulière | Saison régulière | Saison régulière | Playoffs | Playoffs |
| Nom          | Terme     | G                | P                | N                | %                | G        | P        |
| ------------ | --------- | ---------------- | ---------------- | ---------------- | ---------------- | -------- | -------- |
| Dave Whinham | 1991-1993 | 6                | 26               | 0                | .188             | 0        | 1        |
| Earle Bruce  | 1994      | 2                | 10               | 0                | .167             | 0        | 0        |

## Renaissance de l'AFL à Columbus et à Cleveland
Quinze ans après que les Thunderbolts aient disputé leur seule saison à Columbus, la ville revoit l'AFL lorsque les Destroyers de Buffalo s'installent à Columbus et y disputent trois saisons (2006-2008) à la Nationwide Arena.
Pendant 13 ans, la ville de Cleveland, dans l’Ohio, n’a pas eu d’équipe de football américain en salle. En 2008, la franchise des Gladiators de Las Vegas s’est installée à Cleveland et est devenue la toute dernière équipe de la ville.